# Eupithecia infecta
Eupithecia infecta är en fjärilsart som beskrevs av András Vojnits 1981. Eupithecia infecta ingår i släktet Eupithecia och familjen mätare. Inga underarter finns listade i Catalogue of Life.